# Amsterdam-West
Amsterdam-West è uno stadsdeel di Amsterdam dal 1º gennaio 2005. Amsterdam-West è abitata da 77.510 persone, si estende su 9,89 km² e confina a nord con Amsterdam-Noord e con Amsterdam-Westpoort, a est con Amsterdam-Centrum, a sud con Amsterdam-Zuid e a ovest con Amsterdam Nieuw-West.

## Quartieri dello stadsdeel di Amsterdam-West
| Immagine | Nome                  | Mappa |
| -------- | --------------------- | ----- |
|          | Bellamybuurt          |       |
|          | Borgerbuurt           |       |
|          | Centrale Markthallen  |       |
|          | Chassébuurt           |       |
|          | Cremerbuurt           |       |
|          | Da Costabuurt         |       |
|          | Erasmusparkbuurt      |       |
|          | Frederik Hendrikbuurt |       |
|          | Gibraltarbuurt        |       |
|          | Gulden Winckelbuurt   |       |
|          | Helmersbuurt          |       |
|          | Houthaven             |       |
|          | Kolenkitbuurt         |       |
|          | Laan van Spartaan     |       |
|          | Landlust              |       |
|          | Mercatorbuurt         |       |
|          | Postjesbuurt          |       |
|          | Robert Scottbuurt     |       |
|          | Spaarndammerbuurt     |       |
|          | Staatsliedenbuurt     |       |
|          | Trompbuurt            |       |
|          | Vondelparkbuurt       |       |
|          | Zeeheldenbuurt        |       |
|          | Waterwijk             |       |